# Vícenice u Náměště nad Oslavou
Vícenice u Náměště nad Oslavou – miejscowość i gmina (obec) w Czechach, w kraju Wysoczyna, w powiecie Třebíč. W 2022 roku liczyła 411 mieszkańców.